# 海のぬし釣り
『海のぬし釣り』（うみのぬしづり）は、1996年7月19日にスーパーファミコンで発売された釣りを題材にしたゲームソフト。ぬし釣りシリーズの一つ。

## ストーリー
釣り好きの一家がそれぞれの目的で海のぬしを探し求める。そして、釣りノートを完成させるのが、このゲームの真の目的である。これは、『川のぬし釣り2』と同じである。

## キャラクター
- 一郎 - 釣り好き一家の弟。ぬしを釣りに行くという友達の弘樹に触発され、旅に出る。
- 真理 - 釣り好き一家の姉。家にある本を読み、願い事をかなえるため旅に出る。
- 勝洋 - 釣り好き一家の父。しばらく釣りから遠ざかっていたが、家にぬしからの挑戦状が届き、旅に出る。
- 好江 - 釣り好き一家の母。村で一番の長寿に美味のぬしを釣って欲しいと言われ、旅に出る。

## ステージ
- 防波堤 - 釣り好き一家の住む町。この町には、漁船があり旅の出発地でもある。ここにカヌー作りの名人がいる。
- 砂浜 - 防波堤へ西に進むとある場所。ここには、ウミガメがいる。
- 磯 - 防波堤へ東に進むとある場所。ここには、磯タビがないと先へ進むことが出来ない。東部に洞窟が存在する。
- 沿岸 - 防波堤を船で進むとすぐに到着する。ここを南に進むことはできるが、沿岸までしか出られない船は危険である。
- 沖島 - 沿岸を南東に進むと見える島。ここには、かつて海賊が探し求めていた財宝が眠っている。
- 外洋 - 沿岸を南に進むとある場所。ここは、潮が速いため沿岸までしか出られない船だと遭難してしまう。ここには多くの種類の魚がおり、三匹のぬしがいる。
- 離島 - 外洋を南西に進むとある島。ここには、二つの離島が存在するが、船では片方の島へは行くことが出来ない。前述の島へ行くためには、別のステージである条件を満たさなければならない。ここには、一匹のぬしがいる。悪事をはたらくタコが巣くう洞窟が存在する。

## 魚の種類
- 防波堤で釣れる主な魚 - メバル、メジナ、クロダイ、イシダイ、カサゴ、アジ、イワシ、サバ、ウミタナゴ、アイナメ、メイチダイ（英語版）、クサフグ、コノシロ、サヨリ、ワカシ
- 砂浜で釣れる主な魚 - スズキ、ボラ、ハゼ、サッパ、アナゴ、ハオコゼ、イシモチ、シロギス、ウミノシタ、マコガレイ、イシガレイ、メゴチ、コチ、イナ
- 磯で釣れる主な魚 - ブダイ、アイゴ、ベラ、イズスミ、イシガキダイ、クチグロ、クチジロ、キタマクラ、ハコフグ、タカベ、イナダ、ヒラマサ、カンパチ、シマアジ
- 沿岸で釣れる主な魚 - マダイ、サワラ、タチウオ、ヒラメ、チダイ（英語版）、アカアマダイ、シロアマダイ、キアマダイ（英語版）、ウマヅラハギ、カワハギ、オニオコゼ、ガンギエイ、カレイ、マフグ、アカカマス、カイワリ、ソイ、コウイカ、ヤリイカ、マダコ、イイダコ、ワタリガニ、シャコ
- 沖島で釣れる主な魚 - ネコザメ、モロコ、ハリセンボン、ミノカサゴ、ムロアジ
- 外洋で釣れる主な魚 - クロマグロ、クロカジキ、バショウカジキ、シイラ、カツオ、ブリ、メジマグロ、イソマグロ、キワダマグロ、ビンナガ、メバチ、ワラサ、ツムブリ、マンボウ、アコウダイ、ムツ、キンメダイ、スケトウダラ、イトヨリダイ、マハタ、スルメイカ、アカイサキ、キツネダイ、キダイ、ハマダイ、ヒメダイ、メダイ、チカメキントキ、シマガツオ、オキザワラ、イシナギ、ホウボウ
- 離島で釣れる主な魚 - アンコウ、ウツボ、カッポレ、カンダイ、ウメイロ、イサキ

## アイテム

### 道具
- 釣りノート - 最初から持っているアイテム。釣った魚の情報を見ることが出来る。
- 磯アミ - 最初から持っているアイテム。10尾まで魚を入れることが出来る。
- クーラーボックス - 店で売っているアイテム。魚の容量を20尾、40尾まで追加することが出来る。
- 磯タビ - 店で売っているアイテム。これがないと磯へ進むことが出来ない。
- 釣り新聞 - 沿岸、外洋を除いたステージの店に売ってあるアイテム。魚の入れ食いなどをチェックすることが出来る。各ステージの記録や大会で優勝すると、新聞に載る。
- コマセ - 店で売っているアイテム。寄せエサであり、海で使うもの。
- 救命胴衣 - 磯の店で売っているアイテム。これがないと、船に乗ることが出来ない。
- カギ - 店で売っているアイテム。各地のどこかにある宝箱をあけるために必要なアイテム。
- カヌー - カヌー作りの名人からもらうアイテム。船に乗っている場合、カヌーに乗り換えることは出来ない。
- クジラのヒゲ - ザトウクジラを倒すと、手に入るアイテム。ザトウクジラは、沿岸に出現することがある。
- 海賊の地図 - 防波堤の宿の人からザトウクジラのヒゲとの交換でもらうアイテム。沖島にある、洞窟へ行くことができるようになる。
- 虫メガネ - 店で売っているアイテム。特定の場所で使用すると釣り餌が入手できる。
- 空の水筒 - どこかのステージにあるアイテム。これを持っていると、水を入れることが出来るようになる。水を入れて使用すると体力が1回復し、隠しステータスの「喉の渇き」が回復する（その他欄を参照）。
- 届いた絵ハガキ - とある条件を満たすと手に入れられる。全部で4種類ある。

### 食事
- ジュース - 体力5回復。「喉の渇き」を回復する。
- ミカン - 体力10回復。「喉の渇き」を回復するがジュース等と比べると回復量は半分。
- 牛乳 - 体力15回復。「喉の渇き」を回復する。
- パン - 体力20回復。
- おむすび - 体力30回復。
- 日の丸弁当 - 体力35回復。
- シャケ弁当 - 体力40回復
- トコブシ - 体力10回復。泳いで岸辺などに触れた際にランダム入手。釣り餌の「トコブシ」とは別物として扱われる。
- サザエ - 体力20回復。泳いで岸辺などに触れた際にランダム入手。釣り餌の「サザエ」とは別物として扱われる。

## 敵キャラクター
このゲームではステージを歩いていると遭遇する野生動物の事を指す。戦闘を終了させるには倒すか、餌付けして仲良くなる（敵によって食べる物が違う）か、逃げなければならない（逃げ易さは動物によって違う）。
倒すと経験値が手に入り、一定の数値になると最大体力が上がる。ただし動物と仲が悪くなり出会い頭に先制攻撃を喰らう事が多くなる。仲の良い動物からは逃げやすくなるが、出現率が上がり画面内のシンボルが増える。
また一部の敵は魚を盗もうとしてくる事がある。

### 防波堤
- フナムシ - 本ゲーム中最弱クラスの敵。餌付け不可能。
- ヒライソガニ - フナムシと並び下位クラスの敵ではあるが、弁当で餌付けが出来る。
- カラス - 序盤の敵としては手強い。魚を盗まれる事がある。
- カモメ - カラスより若干経験値と体力が高い。同じく魚を盗もうとする。
- ミケネコ - 序盤の中ではかなり強い敵。ホオジロザメ以上の体力を持ち、その上非常に逃げにくく経験値も低い。魚を盗んでくる。

### 砂浜
- シギ - 比較的数が多く、魚を盗んでくる。
- ウミガメ - 体力が高く、体の半分以上が甲羅なのでダメージを与えづらいが、得られる経験値も高い。見た目の割に逃げにくい。魚で餌付けできる。
- アジサシ - 体が小さく的を絞りづらい。魚を盗んでくる。
- ヒトデ - これという特徴はない。餌付けは出来ない。
- ナマコ - フナムシと同等の最弱クラスの敵で、餌付けも出来ない。

### 磯
- トビ - 出現率は高くないが、現れるとまず魚を盗みに来る。的が小さい。
- ヤドカリ - 倒しても経験値があまりもらえない。弁当を食べさせることは出来る。
- ウミウシ - 少し逃げづらいが弱い。餌付けは出来ない。
- ウミウ - 出現率はあまり高くないが、出会い頭に魚を盗んでくることが多い。
- カワウソ - 出現率は低いが逃げづらい強敵。

### 沿岸
- ウミネコ - 出現率は高いがそれほど好戦的ではない。ただ時々魚を盗まれる。
- オジロワシ - 出会い頭に魚を盗んでくることが多い。
- イルカ - 逃げ易く、攻撃してくる事は少ないが時々魚を盗む。
- シュモクザメ - 攻撃が高い。体は大きめだが弱点部分が非常に小さく、またとても逃げにくい。魚を盗まれる。
- ザトウクジラ - 沖島の上辺りで稀に出現。体力が高く弱点が小さいため長期戦になりやすい。倒すと「クジラのヒゲ」が貰える。

### 沖島
- ヤツデヒトデ - ヒトデと殆ど変わらない相手。餌付けできない。
- アザラシ - 頻繁に登場する。動きは遅いが、攻撃力、体力が高い。
- ウミスズメ - 出て来る範囲が狭い。それほど強くはないが魚を盗んでくる。
- イワガニ - 頻繁に出て来るが、ヒライソガニより多少強い程度。弁当で餌付けは出来る。
- イソギンチャク - 最弱クラスの敵の1つ。

### 外洋
- アホウドリ - 本ゲームでは頻繁に出て来る敵。逃げやすく先制攻撃もあまりしてこない。
- クラゲ - 頻繁に登場するが、弱い。餌付けできない。
- オットセイ - やや逃げにくく、攻撃も高め。魚を盗もうとする。
- ホオジロザメ - オオナミの次に強い敵と言っても過言ではない実力を持つ。逃げにくさ、攻撃力ともにかなり高め。魚を盗まれる。
- マッコウクジラ - ザトウクジラ同様出現率が低くく防御力と経験値も高め。此方は倒してもヒゲが貰えない。

### 離島（東）
- カツオドリ - 体力は低く逃げ易いが、魚を盗もうとする。
- ウニ - フナムシと同じくらいの強さだが、経験値が非常に高い。
- ウミヘビ - 攻撃力が高い上に非常に逃げにくい。餌付けも出来ない。
- ミズナギドリ - 魚を盗もうとするうえ、頻繁に登場する。

### 離島（西）
- オオナミ - 本ゲーム中最強の敵。出現率は低いが体力がきわめて高い上、逃げる事もかなり困難である。食料が無いと高確率で倒されてしまう。この敵は生き物ですらないので当然の如く餌付けは出来ない。

## その他
- メジナの「利用」の項目に「やや磯臭い」という説明が入っている。
- 魚の体長によって釣りシーンにおける魚の泳ぐ効果音が異なる。
- それぞれの魚の種類に応じて体長によっては若魚や大物と判定される。
- 釣った魚をリリースすることで再び同種の魚を釣り上げたときに体長が大きくなっていることがある。特に若魚はリリースが求められる。
- 隠しステータスとして「喉の渇き」が存在する。前作までは泳いだりカヌーを使用するとすぐに体力が減少していたが、本作では代わりに喉の渇きが進行し、乾ききった後に体力が減り始める。アイテムの水筒や特定の食事（ジュース、ミカンなど）で回復可能。宿屋での就寝でも回復できるが、自宅や沖島、離島の釣具屋で就寝しても渇きは解消されない（ただし空の水筒を持っていれば水が補給される）。